# بوب بيلودو
بوب بيلودو هو لاعب هوكي جليد كندي، ولد في 23 أغسطس 1953 في Vimy, Alberta ‏ في كندا.

## وصلات خارجية
- بوب بيلودو على موقع EliteProspects.com (الإنجليزية)
- بوب بيلودو على موقع HockeyDB.com (الإنجليزية)